# جناح الليل
جناح الليل (بالإنجليزية: Nightwing)‏ هو بطل خارق خيالي يظهر في القصص المصورة التي تقوم بنشرها دي سي كومكس. ظهر جناح الليل للمرة الأولى في يناير 1963 في سوبرمان #158 في قصة بعنوان «سوبر مان في كاندور» (وهي مدينة في كوكب كريبتون) بواسطة الكاتب إدموند هاميلتون. كما ظهر في القصص المصورة التي تتضمن باتمان وأصبح حليفا له. في ألعاب الفيديو ظهر جناح الليل في لعبة باتمان: فارس أركم. جاء في المركز الخامس في قائمة آي جي إن لأفضل الأبطال من دي سي كومكس.